# Le Monde de Nemo
Ne doit pas être confondu avec Le Monde de Dory.
Série Classiques d'animation Pixar
Monstres et Cie
(2001) Les Indestructibles
(2004)
Série Le Monde de Nemo
Le Monde de Dory
(2016)
Pour plus de détails, voir Fiche technique et Distribution.
Le Monde de Nemo, ou Trouver Nemo au Québec (Finding Nemo), est le cinquième film d'animation en images de synthèse des studios Pixar. Il est produit par Walt Disney Pictures, réalisé par Andrew Stanton et Lee Unkrich et sorti en 2003.
Il raconte l'histoire d'un poisson-clown surprotecteur nommé Marin qui, avec un chirurgien bleu amnésique appelé Dory, part à la recherche son fils disparu Nemo. En chemin, il apprend à prendre des risques et accepte que Nemo prenne soin de lui-même.
La préproduction du film commence début 1997. L'inspiration du projet est née de multiples expériences, remontant à l'enfance de Stanton quand il adorait aller chez le dentiste pour voir l'aquarium et imaginait que les poissons venaient de l'océan et voulaient rentrer à la maison. Pour garantir que les mouvements des poissons dans le film soient crédibles, les animateurs ont suivi un cours intensif de biologie des poissons et d'océanographie. Thomas Newman est le compositeur de la musique du film.
Présenté en avant-première à Los Angeles le 18 mai 2003, Le Monde de Nemo sort dans les salles américaines le 30 mai. Dès sa sortie, il est largement acclamé par la critique, qui salue les éléments visuels, le scénario, l'animation, la musique de Newman et les personnages qui sont plébiscités tant par les jeunes spectateurs que par leurs parents. Il devient le plus grand succès pour un film d'animation au moment de sa sortie et le deuxième plus grand succès de l'année 2003, avec un total de 871 millions $ de recettes dans le monde à la fin de son exploitation. Il est nommé dans quatre catégories à la 76e cérémonie des Oscars, et remporte celle du meilleur film d'animation, devenant ainsi le premier film Pixar à gagner cette récompense.
Le Monde de Nemo est le titre DVD le plus vendu de tous les temps, avec plus de 40 millions d'exemplaires vendus en 2006, et était le film classé G (tout public) le plus rentable de tous les temps avant que Toy Story 3 du même studio ne le surpasse. Le film est ressorti en 3D en 2012. En 2008, l'American Film Institute le classe comme le 10e plus grand film d'animation américain dans son Top 10. Une suite, Le Monde de Dory, est sortie en juin 2016.

## Synopsis

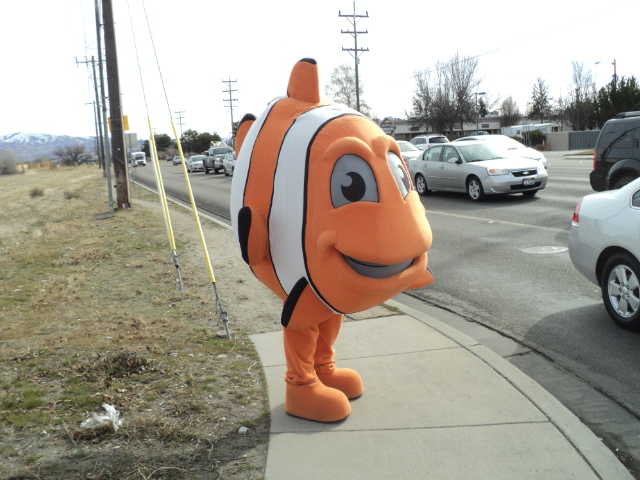
Costume de Nemo.

Après la mort de sa compagne Corail et du reste de la couvée à la suite de l'attaque d'un barracuda, le poisson-clown Marin doit prendre soin de son fils unique, Nemo, handicapé par une nageoire atrophiée. Lors de son premier jour d'école, Marin, inquiet, décide de le suivre à l'occasion d'une sortie scolaire. Afin de prouver sa valeur à ses copains, Nemo décide de nager jusqu'à la surface pour toucher un mystérieux bateau. C'est alors qu'il se fait enlever par un plongeur.
Marin, qui assiste impuissant à cette scène, s'élance alors à la poursuite du bateau. Malheureusement, celui-ci est beaucoup trop rapide, ce qui n'empêche pas Marin de partir à la recherche de son fils. Sur son chemin, il fait la rencontre de Dory, un poisson-chirurgien bleu ayant des « troubles de la mémoire immédiate ». Elle prétend avoir vu passer le bateau qui aurait enlevé Nemo. Mais ils n'ont pas le temps de se lancer à la poursuite de ce dernier, car ils se font capturer par une bande de trois requins, qui veulent devenir les amis des poissons en arrêtant d'en manger. Marin ne tarde pas à retrouver le masque du plongeur qui a enlevé son fils et tente de déchiffrer l'adresse inscrite dessus. Dory se met à saigner légèrement à cause d'une maladresse, et ce peu de sang suffit à faire retrouver les instincts prédateurs de Bruce, le grand requin blanc de la bande, qui devient incontrôlable et tente de dévorer Dory et Marin, mais ceux-ci parviennent à s'échapper.
Pendant ce temps, Nemo a atterri dans un aquarium chez le plongeur, dentiste de profession, de même que d'autres poissons de toutes les races. Parmi eux, un zancle, Gill, vient également de l'océan et rêve d'y retourner. Le soir même, il organise une réunion dans l'aquarium afin d'expliquer son nouveau plan pour s'en échapper.
Dans l'océan, Marin et Dory parviennent à retrouver la trace de Nemo grâce aux inscriptions sur le masque du plongeur tombé à la suite de l'écroulement d'une épave de sous-marin (dans laquelle Bruce et ses amis habitaient) dans les abysses tout en réussissant à échapper à un poisson abyssal, et se mettent en route pour Sydney. Un banc de poissons-lune argentés leur indique la direction à suivre et leur conseillent de nager au fond d'un canyon, mais arrivé là Marin, par peur de l'idée de passer au fond, décide de passer au-dessus et les deux poissons se retrouvent encerclés par des méduses. En faisant la course pour sortir du banc de méduses, Dory se fait piquer et perd connaissance. En réussissant à la secourir, Marin s'évanouit à son tour.
Dans l'aquarium, Gill met son plan à exécution. Il demande à Nemo de bloquer le système de filtrage de l'aquarium avec un morceau de gravier. Nemo parvient à coincer la roue, mais pas suffisamment longtemps et il manque de se faire tuer. Gill le sauve à temps.
Quand Marin et Dory reprennent leurs esprits, ils sont dans le courant est-australien sur les carapaces de tortues aventureuses, guidées par Crush, âgé de 150 ans, qui les conduisent très rapidement près de Sydney. Toutes les créatures vivant dans l'océan apprennent bientôt les immenses exploits que Marin a accomplis pour retrouver son fils. La nouvelle parvient jusqu'à un pélican, connaissance des occupants de l'aquarium du dentiste, qui vole prévenir Nemo que son père le recherche. Surpris et heureux de cette nouvelle, Nemo tente une seconde fois de bloquer les rouages, cette fois avec succès. L'aquarium commençant désormais à s'encrasser, le dentiste devrait, selon Gill, faire comme à son habitude et nettoyer l'aquarium à la main et mettre, pendant ce temps, les poissons dans un sac en plastique sur le rebord de la fenêtre. C'est selon Gill l'unique façon de s'échapper du bureau en nageant dans le sac de façon à le faire rouler jusqu'à l'océan.
Pendant ce temps, Marin et Dory parviennent à s'échapper du ventre d'une baleine grâce à Dory, qui sait « parler baleine ». Le lendemain, une surprise attend les poissons de l'aquarium : celui-ci est propre, surveillé et nettoyé par un scanner automatique. Pire, Nemo est livré à Darla, la nièce du dentiste, connue pour torturer les poissons. Alors qu'elle est sur le point de tuer Nemo, le pélican apparaît portant Marin et Dory dans son bec. Une bataille s'ensuit au cours de laquelle Gill parvient à envoyer Nemo dans le lavabo chirurgical du dentiste, ce qui le renvoie à l'océan. Marin et Dory s'y retrouvent également, déposés par le pélican. Effondré à l'idée d'avoir perdu son fils, Marin fait demi-tour pour rentrer à la maison, laissant Dory éplorée d'avoir perdu son seul ami. Nemo la retrouve peu après, et tous deux finissent par rejoindre Marin. Mais le banc de poissons au milieu duquel ils se trouvaient se fait capturer par le filet d'un chalutier. Les deux poissons-clown parviennent à l'éviter mais Dory est prise au piège.
Afin de la sauver, Nemo décide d'entrer dans le filet et d'inciter les poissons attrapés à nager vers le fond, ce qui pourra créer un poids suffisant pour que le filet cède. Marin, qui refuse dans un premier temps par peur de perdre son fils à nouveau, accepte de lui faire confiance et encourage les autres poissons à nager vers le fond. Le plan de Nemo fonctionne et tous les poissons, y compris Dory, se retrouvent libres.
De retour dans leur anémone, tout a bien changé : Dory vit avec les requins qui, eux, vivent maintenant en harmonie avec les poissons (bien qu'ils fassent toujours peur), Nemo retourne à l'école et Marin a plus confiance en son fils.
Pendant ce temps, Gill réussit à organiser l'évasion des poissons de l'aquarium vers la mer avec succès.

## Fiche technique
- Titre original : Finding Nemo
- Titre français : Le Monde de Nemo
- Titre québécois : Trouver Nemo
- Réalisation : Andrew Stanton, Lee Unkrich
- Scénario : Andrew Stanton, Bob Peterson et David Reynolds, d'après une histoire de Ronnie Del Carmen, Jason Katz et Dan Jeup
- Storyboard : Bosco Ng (conception), Peter Sohn et Jim Capobianco
- Animation : Dylan Brown (supervision), Glenn McQueen, Mark Walsh (direction), Doug Sweetland, Dave Mullins, James Ford Murphy, Jimmy Hayward, Peter Sohn, Angus MacLane, Bud Luckey (création de personnages),
- Décors : Ralph Eggleston
- Photographie : Sharon Calahan, Jeremy Lasky
- Montage : Lee Unkrich (supervision), David Ian Salter (en)
- Musique : Thomas Newman
- Production : John Lasseter
- Sociétés de production : Pixar Animation Studios, Walt Disney Pictures
- Société de distribution : Buena Vista Pictures (États-Unis), Gaumont Buena Vista International (France)
- Budget (estimation) : 134 000 000 USD[5] (94 000 000 USD production et 40 000 000 USD publicité)
- Pays de production :  États-Unis
- Langue : Français, Allemand, Anglais, Espagnol, Hongrois, Italien, Néerlandais, Portugais, Turc
- Format : couleur — 35 mm — 1,85:1 — son DTS / Dolby Digital
- Durée : 101 minutes
- Dates de sortie :
  - États-Unis : 18 mai 2003 (avant-première au El Capitan Theatre de Los Angeles)[6] ; 30 mai 2003 (sortie nationale)
  - France : 26 novembre 2003
  - Belgique : 26 novembre 2003
  - Suisse : 19 novembre 2003

## Distribution

### Voix originales
- Albert Brooks : Marlin (VF : Marin)
- Ellen DeGeneres : Dory (VQ : Doris)
- Alexander Gould : Nemo
- Willem Dafoe : Gill
- Brad Garrett : Bloat (VF : Boule)
- Allison Janney : Peach (VF : Astride, VQ : Pêche)
- Austin Pendleton : Gurgle (VF / VQ : Gargouille)
- Stephen Root : Bubbles (VF /VQ : Bubulles)
- Vicki Lewis : Deb / Flo
- Joe Ranft : Jacques
- Geoffrey Rush : Nigel (VF : l'Amiral)
- Andrew Stanton : Crush (VQ : George)
- Elizabeth Perkins : Coral (VF / VQ : Corail)
- Nicholas Bird : Squirt (VF : Squiz / VQ : Tortillon)
- Bob Peterson : Mr. Ray (VF / VQ : Monsieur Raie)
- Barry Humphries : Bruce
- Eric Bana : Anchor (VF : Enclume / VQ : Ancre)
- Bruce Spence : Chum (VF : Chumy / VQ : Rame)
- Bill Hunter : Phillip Sherman
- LuLu Ebeling : Darla
- Jordan Ranft : Tad (VF : Ted)
- Erica Beck : Pearl (VF : Perle)
- Erik Per Sullivan : Sheldon
- John Ratzenberger :  Fish School (Banc de poisson)
- Brett Goldstein : Barracuda

### Voix françaises
- Franck Dubosc : Marin, le poisson-clown
- Céline Monsarrat : Dory, le poisson-chirurgien
- Kévin Sommier : Nemo
- Richard Darbois : Bruce, le grand requin blanc
- Dominique Collignon-Maurin : Gill, le zancle
- Med Hondo : Boule, le diodon
- Martine Meirhaeghe : Astrid, l'étoile de mer
- Georges Caudron : Gargouille, le gramma royal
- Sacha Plat : Marcel, le crabe qui coupe les bulles
- Nicolas Marié : Bubbles
- Virginie Méry : Debbie / Flo
- David Ginola : Jacques, la crevette
- Guy Chapellier : Amiral, le pélican
- Samy Naceri : Crush, la tortue marine
- Danièle Douet : Corail
- Emmanuel Jacomy : Monsieur Raie, une raie léopard, l'instituteur de Nemo
- Gérard Surugue : Enclume, le requin marteau
- Patrice Dozier : Chumy, le requin bleu
- Patrick Préjean : Phillip Sherman
- Camille Timmerman : Darla
- Stefan Godin : Ted, le poisson-lune
- Gwenaël Sommier : Titouan
- Gwenvin Sommier : Squiz
- Claire Bouanich : Perle
- Jean-Jacques Nervest : Édouard, le père de Perle
- Arthur Colzy : Hippo
- Jean-François Aupied : Robert, le père de Hippo
- Matthias Mella : Jimmy
- Mark Lesser : Les mouettes
- Bernard Métraux : le chef poisson-lune
- Philippe Catoire : le sous-chef poisson-lune
- Christian Pélissier : Monsieur Johasenn
- Hélène Otternaud : Barbara, la secrétaire
- Bertrand Liebert : Baz
- Jérôme Pauwels : Bernie
- Bruno Raina : l'espadon
- Maxime Nivet : Sheldon

Version française
- Société de doublage : Dubbing Brothers
- Direction artistique : Valérie Siclay
- Adaptation : Thomas Murat

 Source et légende : version française (VF) sur RS Doublage et AlloDoublage

### Voix québécoises
- Pierre Auger : Marlin
- Anne Dorval : Doris
- François-Nicolas Dolan : Némo
- Sylvain Hétu : Gill
- Hubert Gagnon : Boule
- Hélène Mondoux : Pêche
- Jean-François Beaupré : Gargouille
- Carl Béchard : Bubulles
- Geneviève Désilets : Deb / Flo
- Alain Sauvage : Jacques
- Manuel Tadros : Nigel
- Daniel Picard : Georges
- Catherine Allard : Perle
- Renaud Proulx : Tortillon
- François Godin : Monsieur Raie
- Guy Nadon : Bruce
- Jean-Marie Moncelet : Ancre
- Denys Paris : Rame
- Benoit Rousseau : Phillip Sherman
- Charlotte Mondoux : Darla
- Xavier Dolan-Tadros : Tad
- Laurent-Christophe De Ruelle : Sheldon

Version québécoise
- Société de doublage : Technicolor Services Thomson
- Direction artistique et adaptation : Olivier Reichenbach

Galerie photo des acteurs
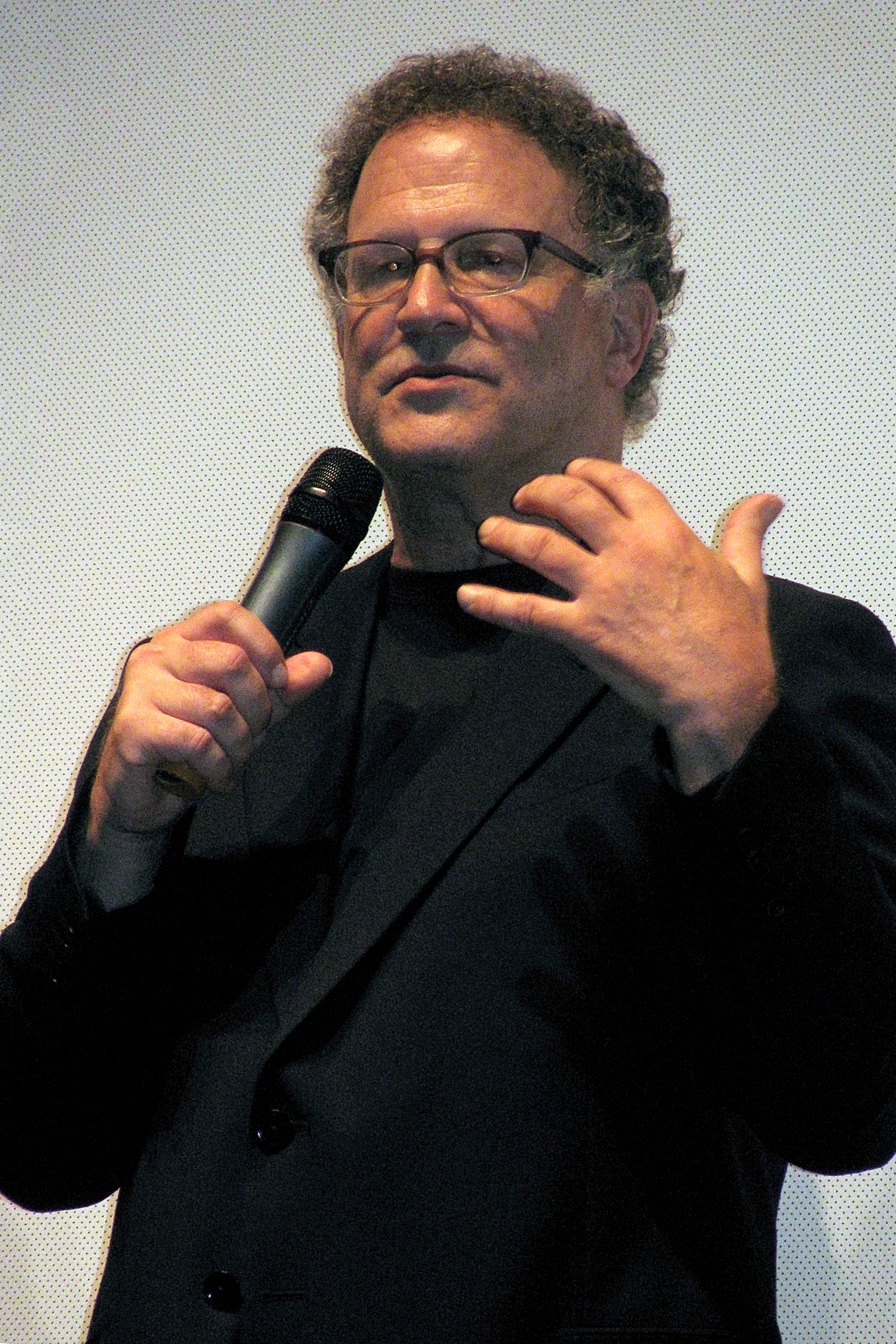
Albert Brooks
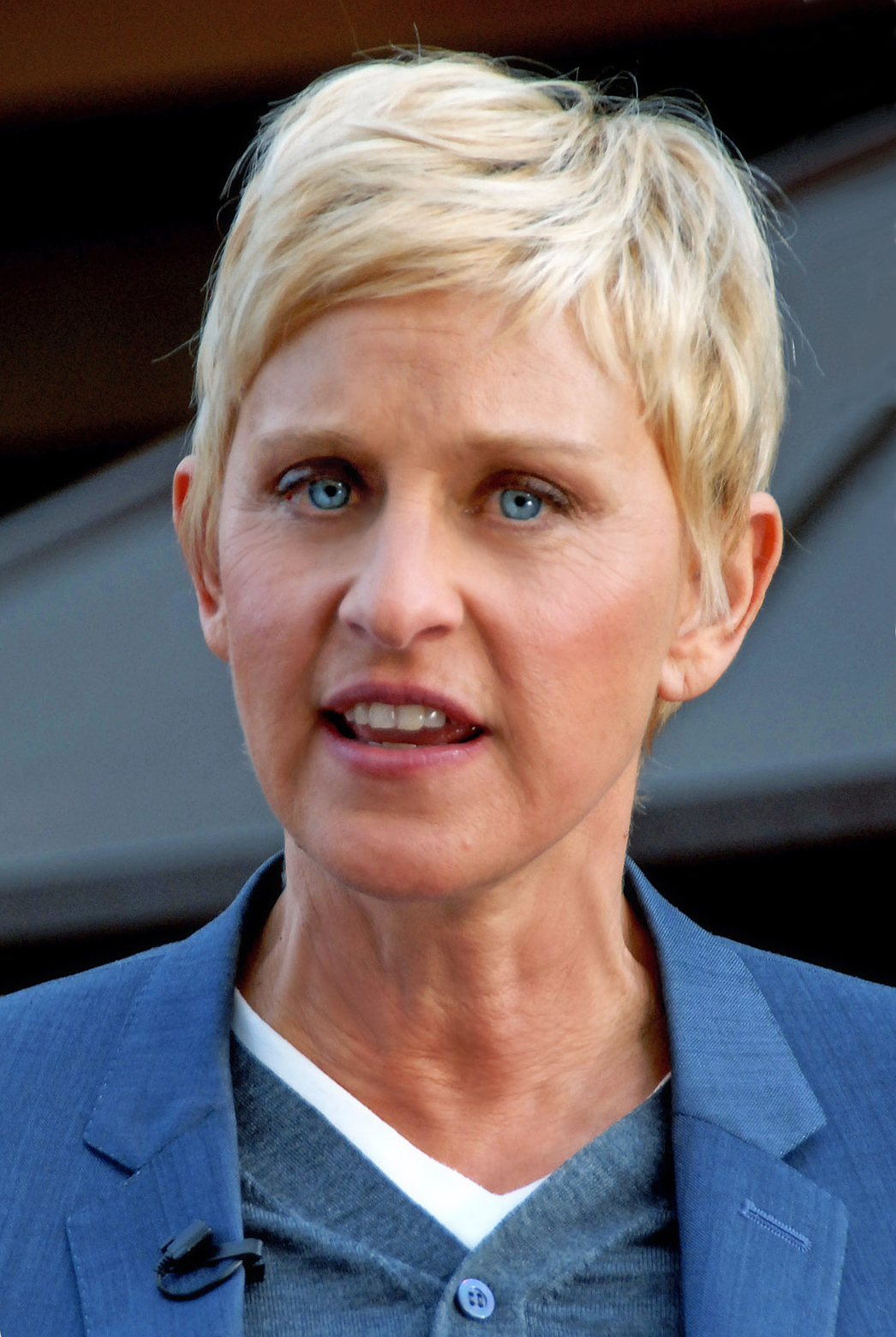
Ellen DeGeneres
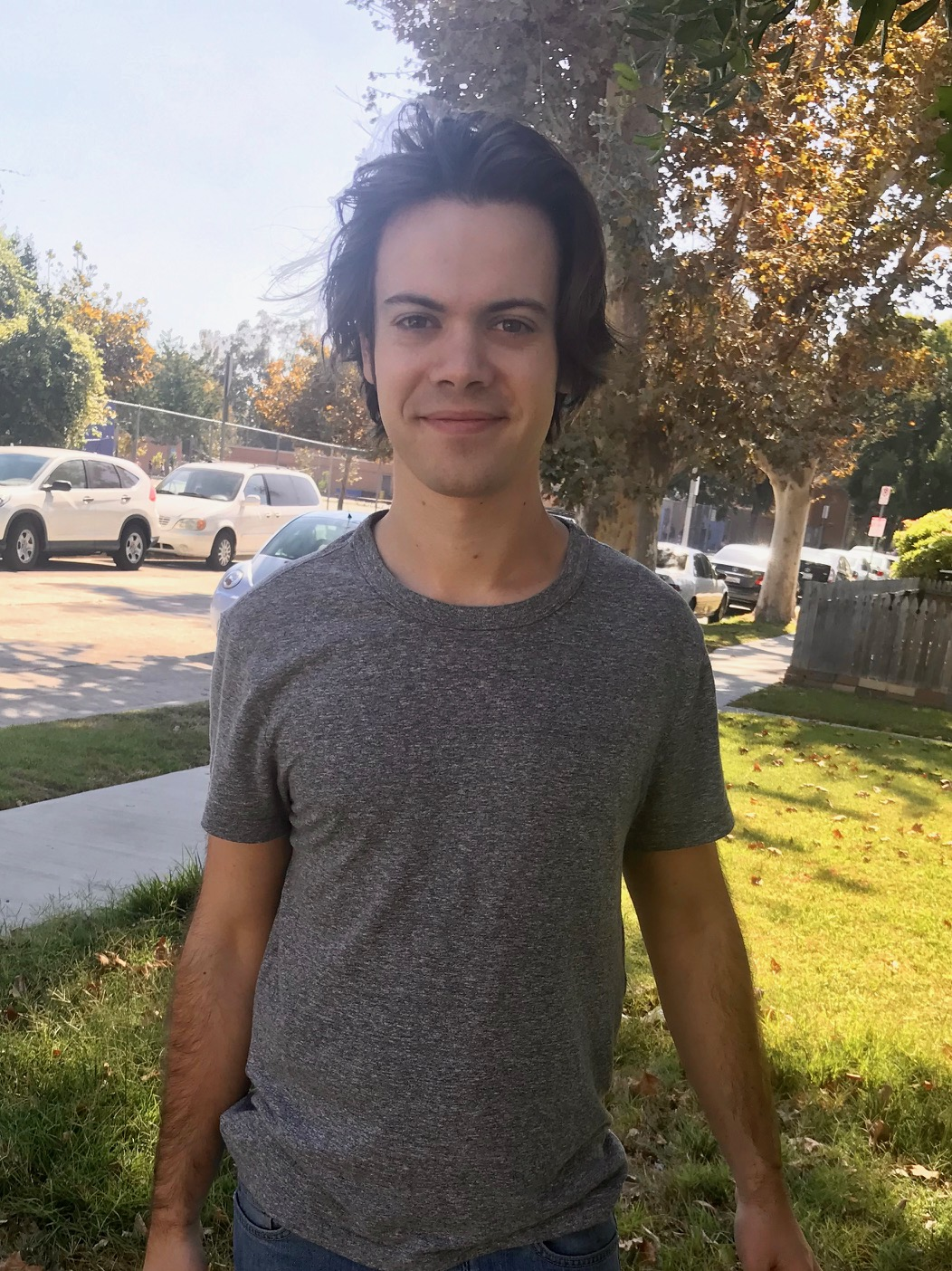
Alexander Gould
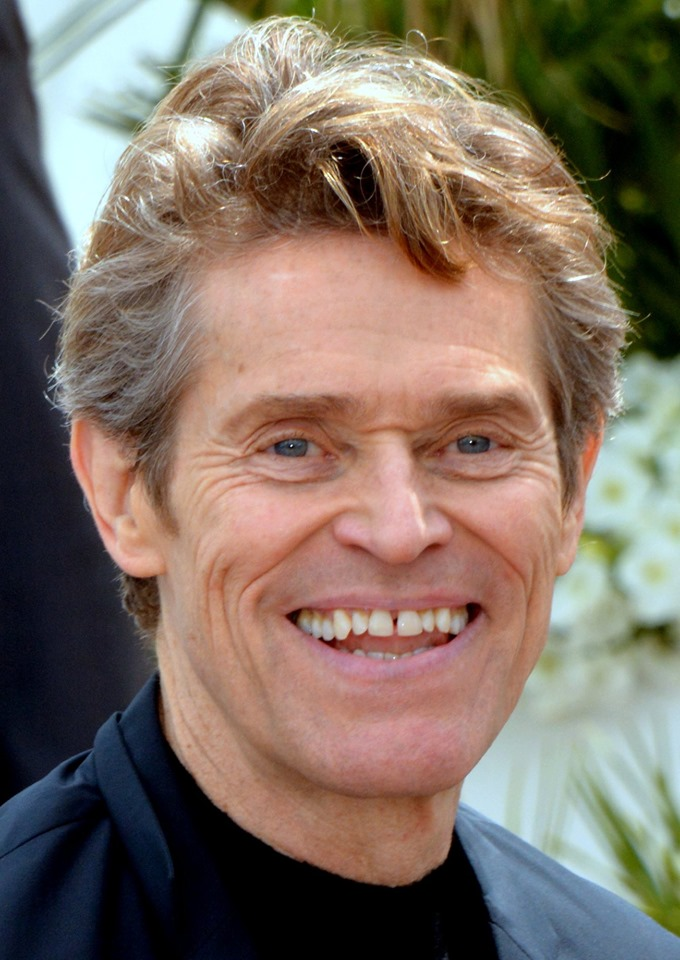
Willem Dafoe
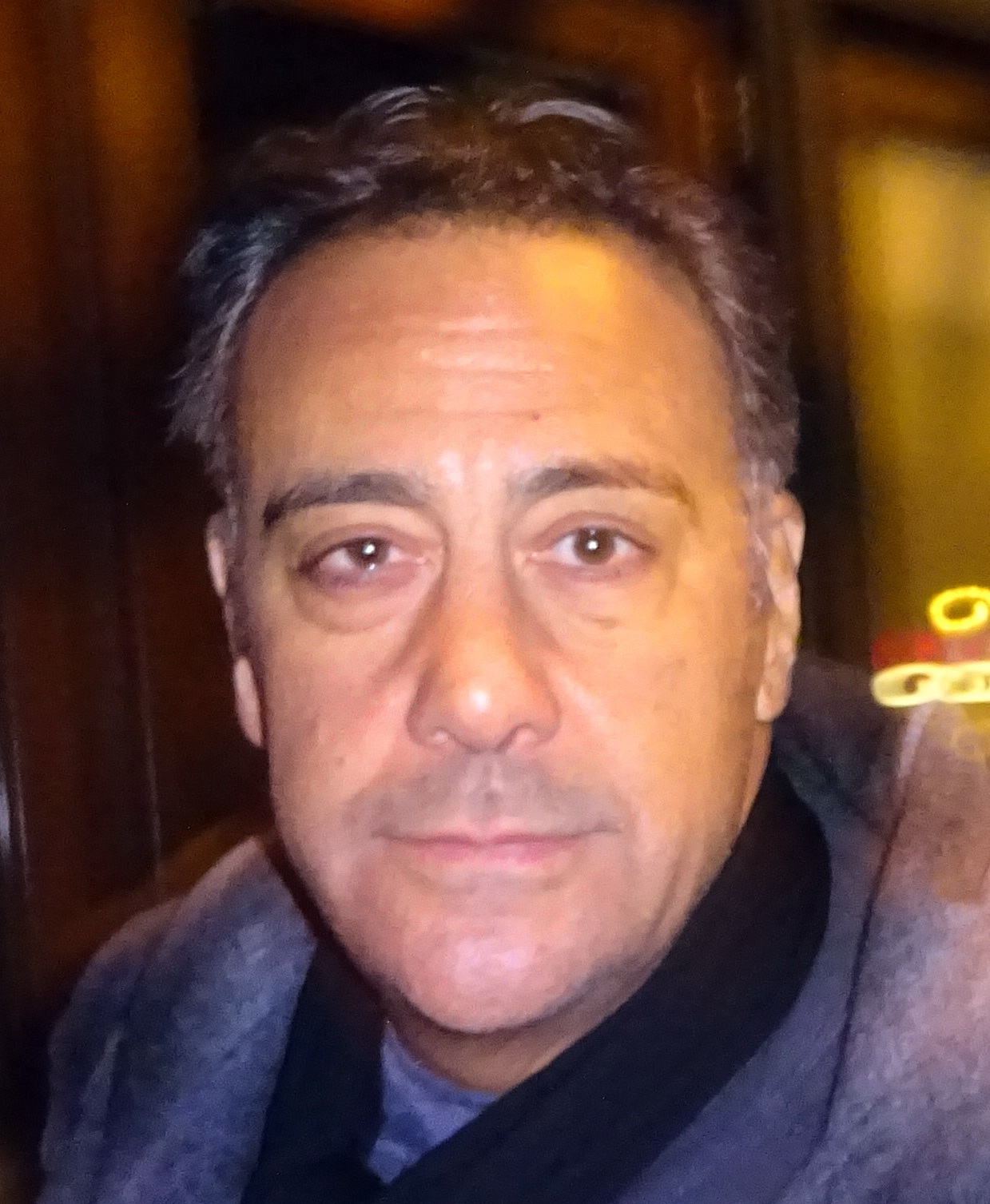
Brad Garrett
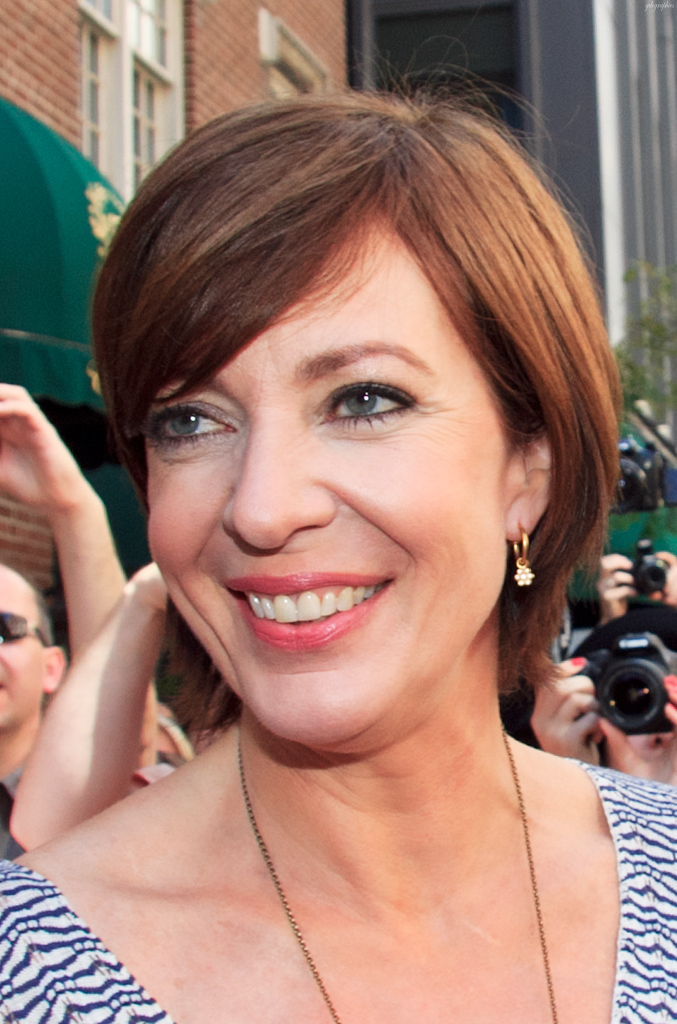
Allison Janney
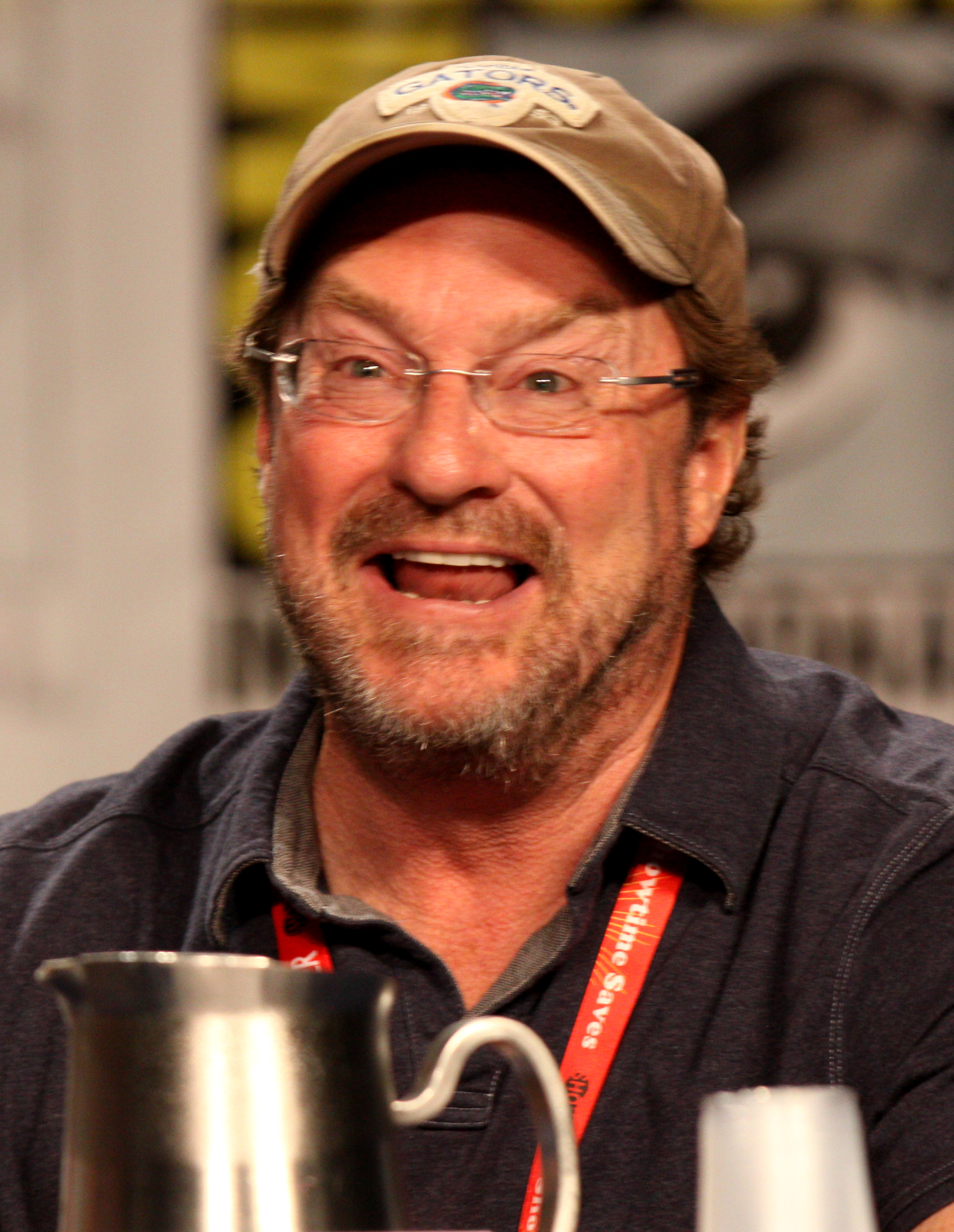
Stephen Root
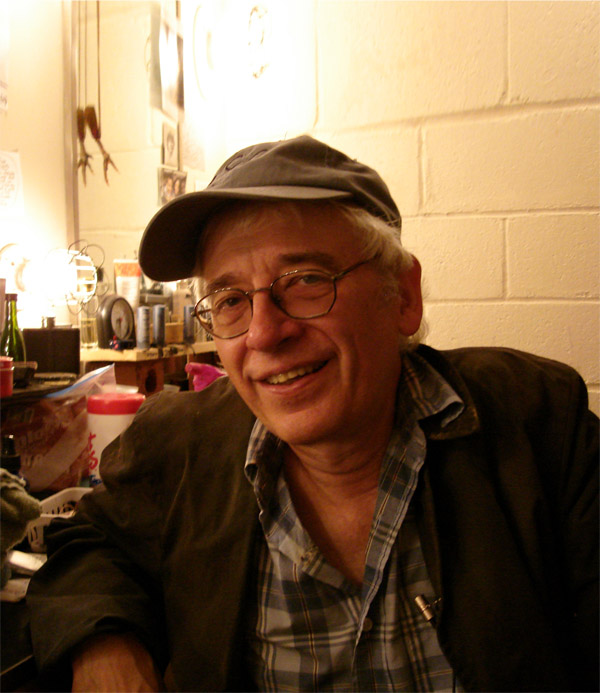
Austin Pendleton
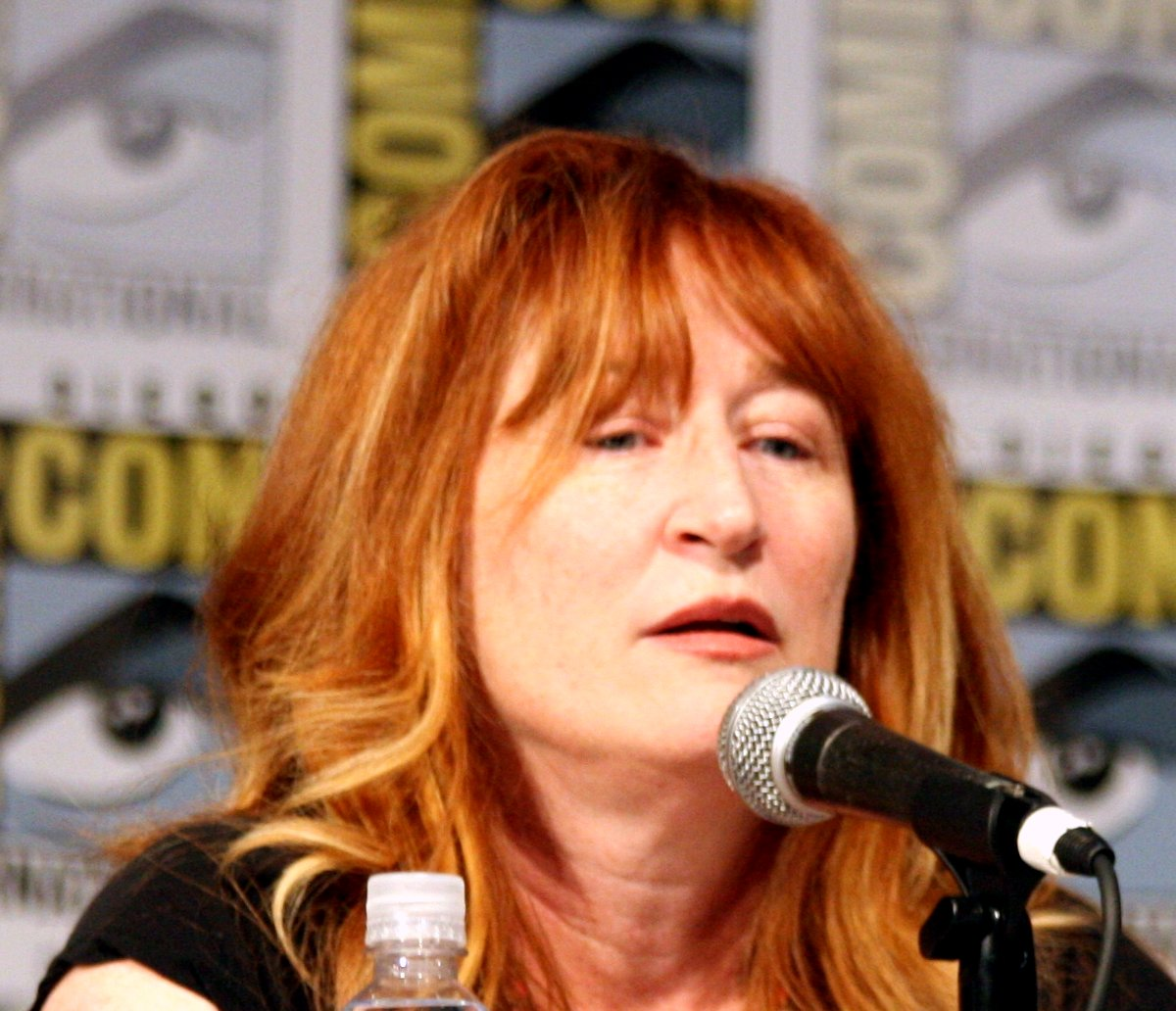
Vicki Lewis
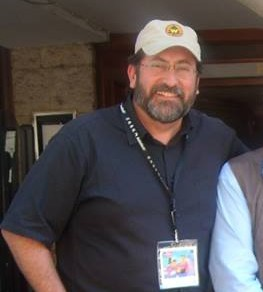
Bob Peterson
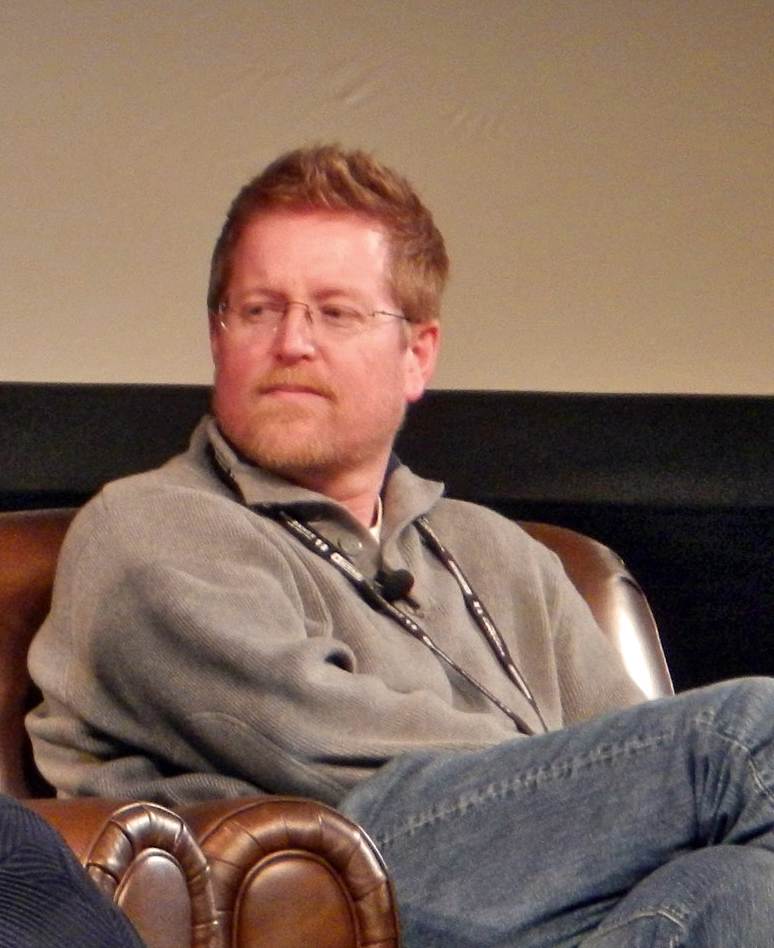
Andrew Stanton
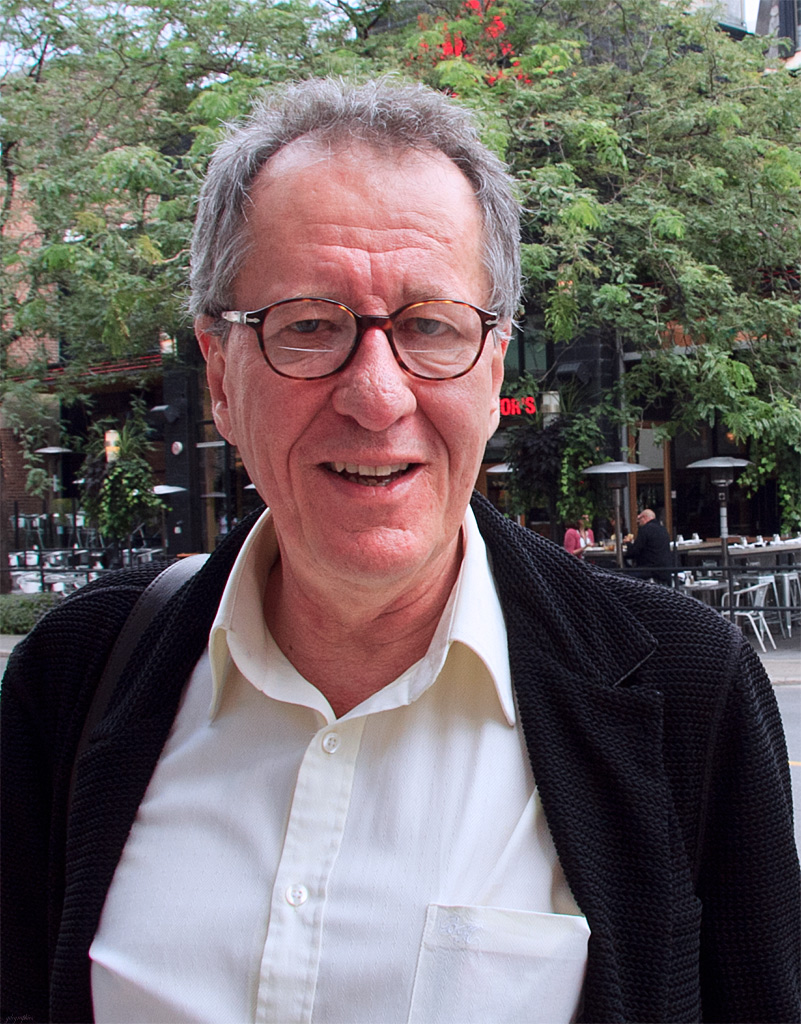
Geoffrey Rush
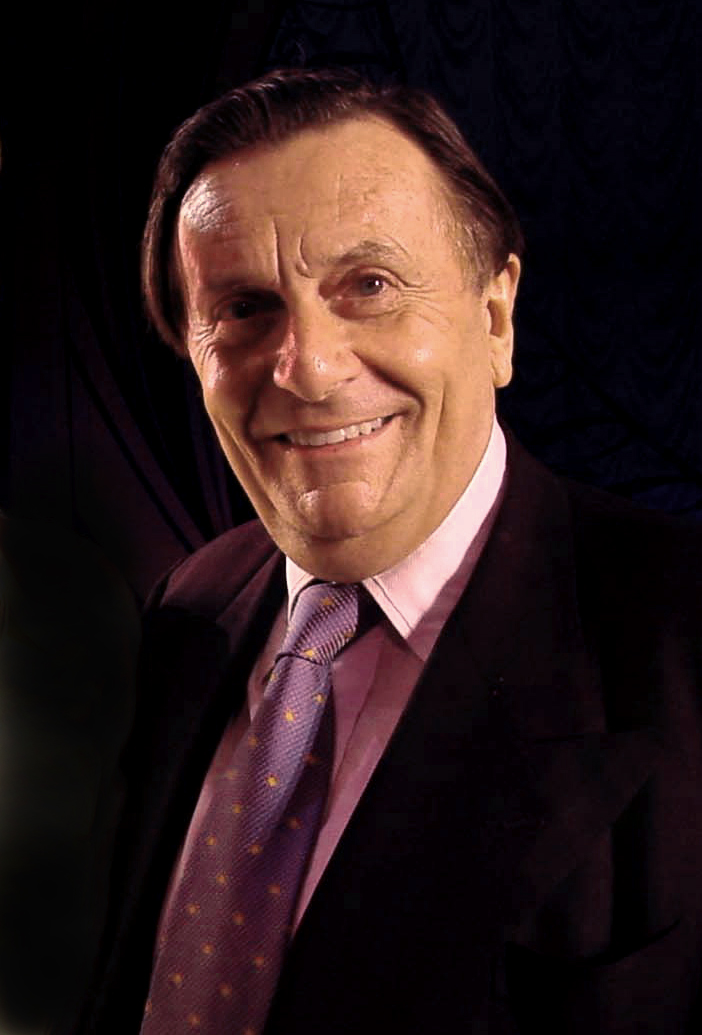
Barry Humphries
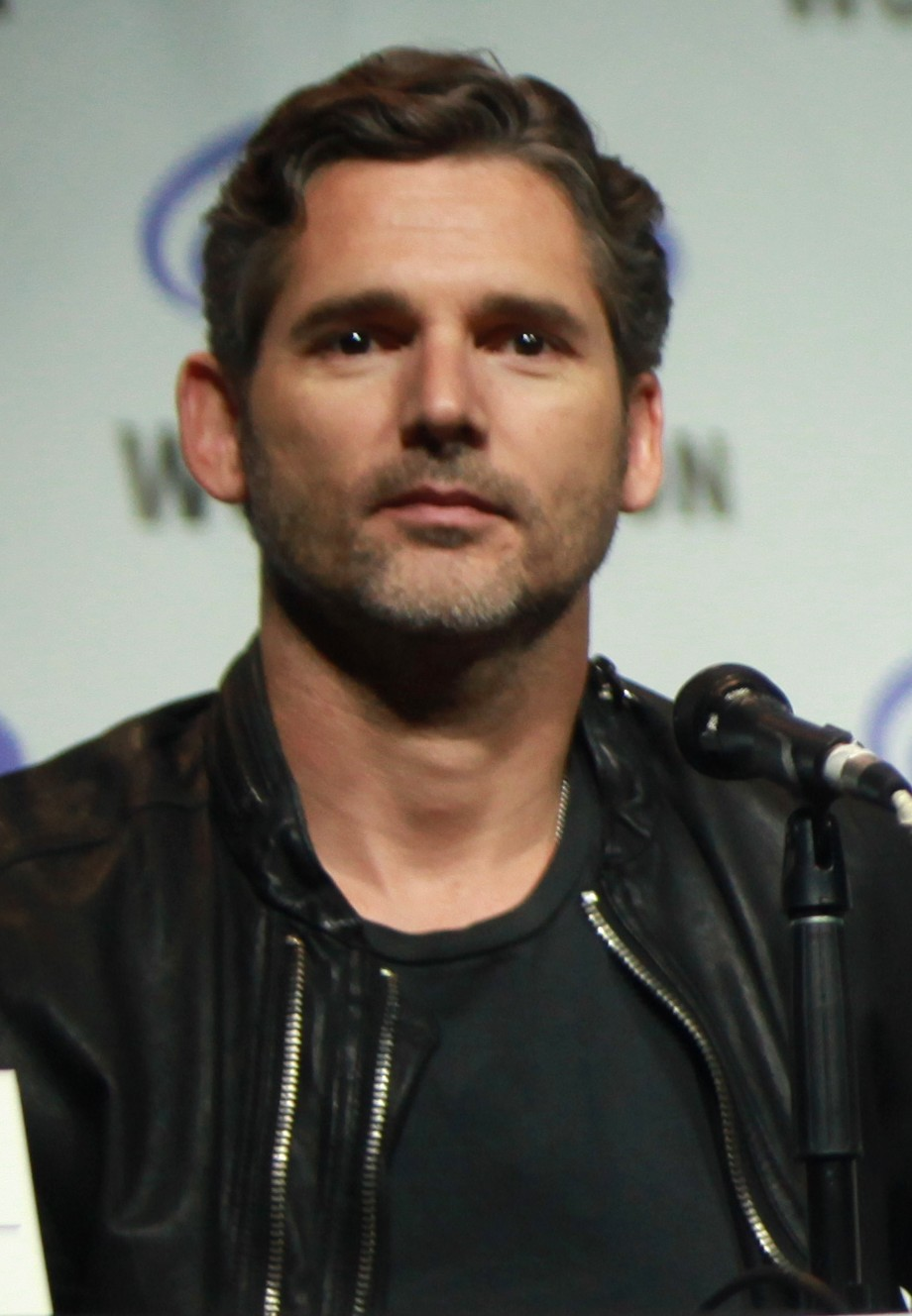
Eric Bana
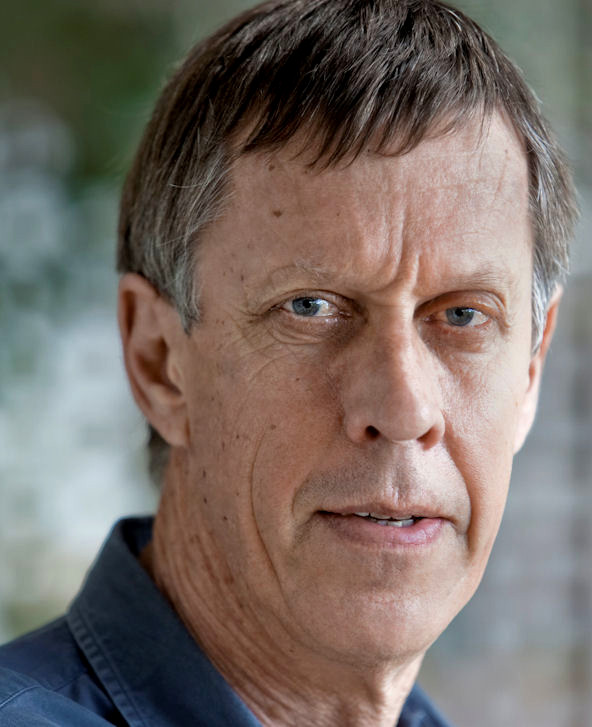
Bruce Spence
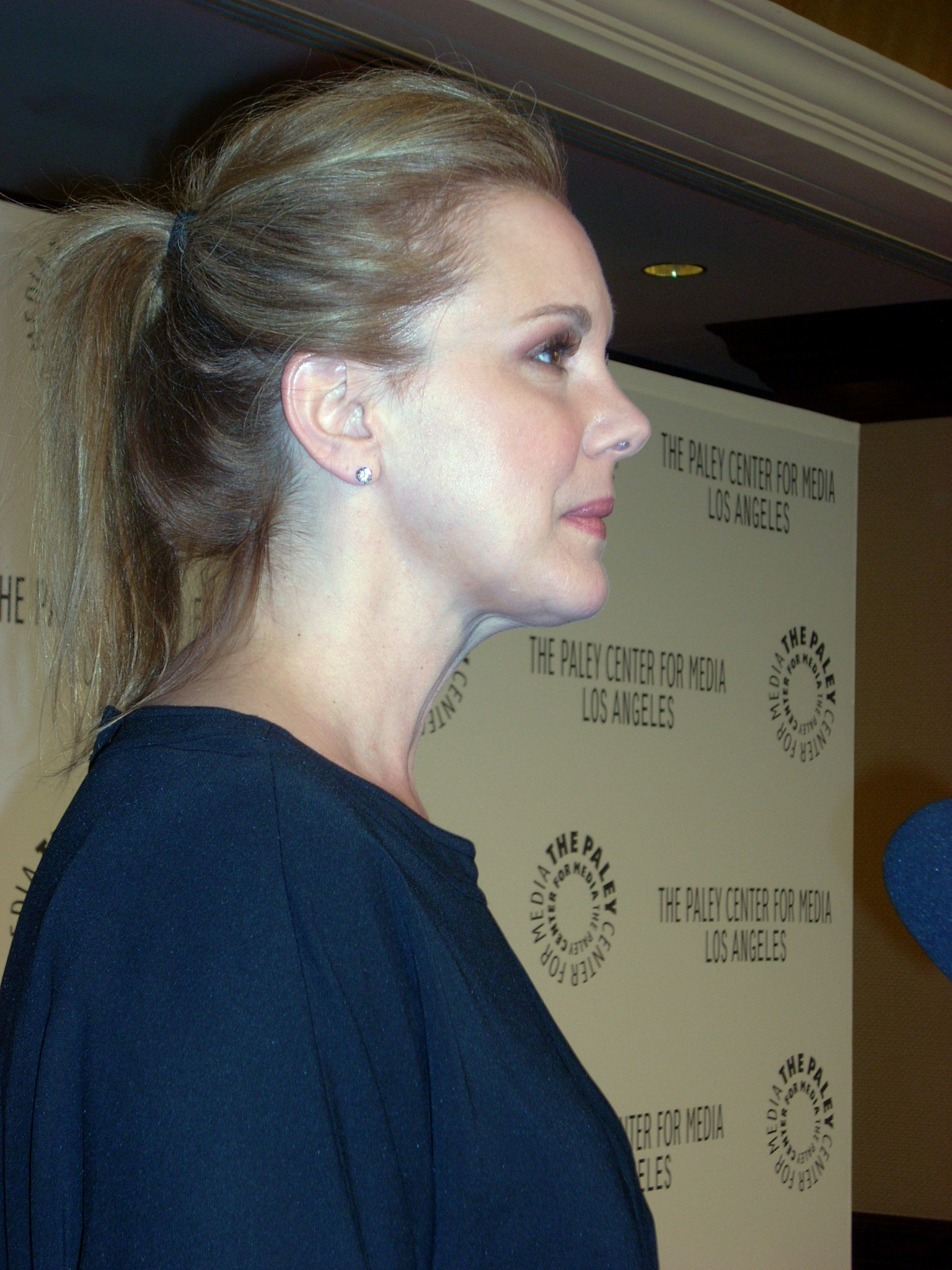
Elizabeth Perkins
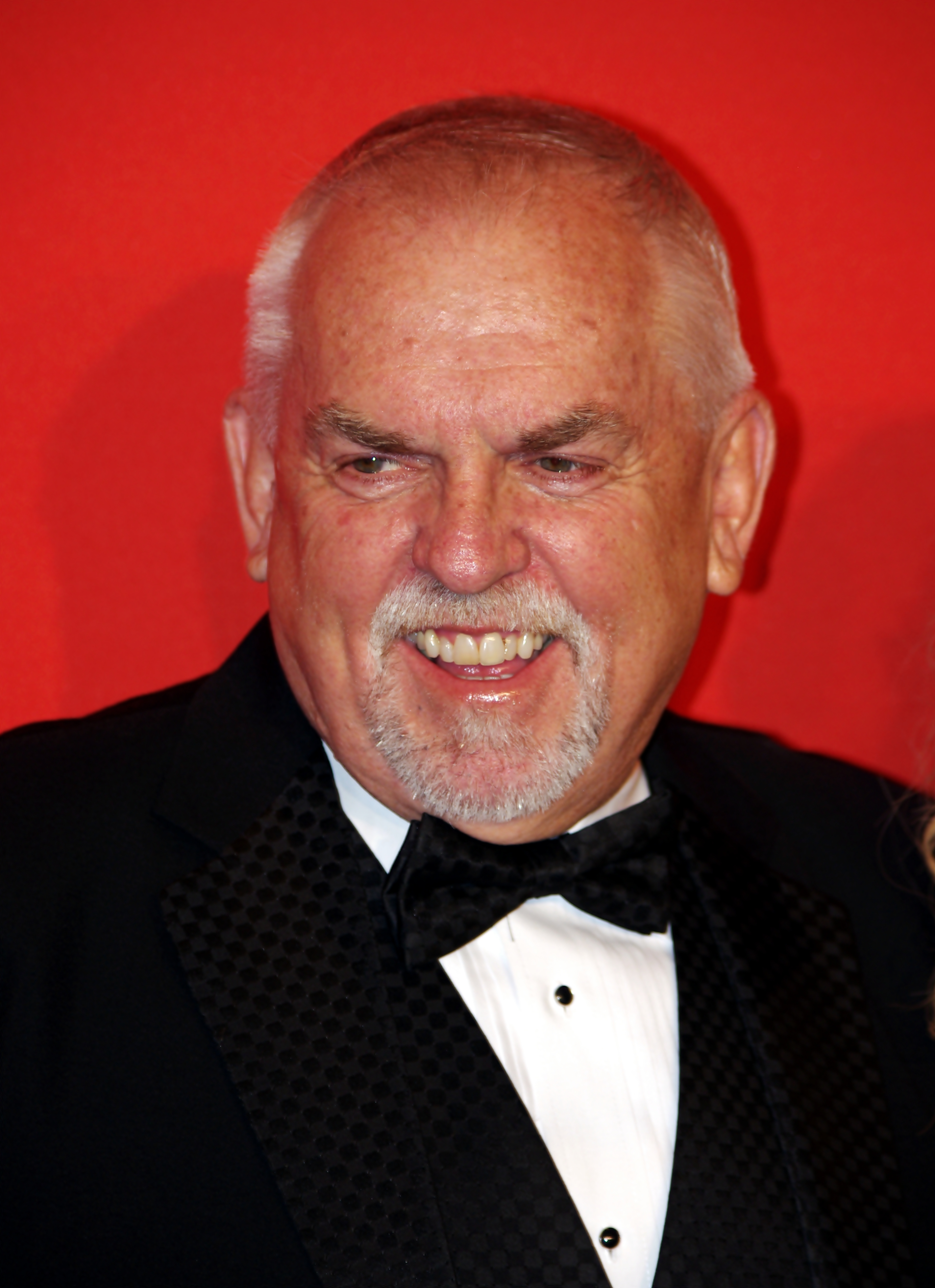
John Ratzenberger

## Bande originale
La bande originale du film, sortie le 20 mai 2003, est signée Thomas Newman.
La chanson Beyond The Sea est interprétée par Robbie Williams. Cette reprise de La Mer de Charles Trenet est issue de l'album Swing When You're Winning de Robbie Williams.

## Distinctions

### Récompenses
- Annie Awards 2004 (7 récompenses)
- Nickelodeon Kids' Choice Awards 2004 : Meilleur film d'animation et meilleure prestation vocale dans un film d'animation (Ellen DeGeneres)
- Oscars 2004 : Meilleur film d'animation
- Saturn Awards 2004 : Meilleur film d'animation et meilleure prestation vocale féminine (Ellen DeGeneres)

Le film fait aussi partie de la « Liste du BFI des 50 films à voir avant d'avoir 14 ans » établie en 2005 par le British Film Institute.

### Nominations
- Annie Awards 2004 (3 nominations)
- BAFTA Awards 2004 : Meilleur scénario original
- Chicago Film Critics Association Awards 2004 : Meilleur film, meilleur second rôle féminin (Ellen DeGeneres)
- Golden Globes 2004 : Meilleur film
- MTV Movie Awards 2004 (2 nominations)
- Oscars 2004 : Meilleur scénario original (Andrew Stanton, Bob Peterson et David Reynolds), meilleure musique, meilleur montage sonore
- Saturn Awards 2004 (3 nominations)

## Box-office
- Monde : 867 894 287 USD[5]
- États-Unis : 339 714 978 USD[5]
- France : 9 311 689 entrées [10]

## Polémique
L'auteur français de livres pour enfants Franck Le Calvez a poursuivi Disney en justice, jugeant que le personnage principal du film (Némo) plagiait le héros de son livre, Pierrot le poisson-clown. Il demandait le retrait de certains produits dérivés (livres, peluches) imitant son personnage. Le tribunal de grande instance de Paris a rendu son jugement le 20 avril 2005 et condamné Franck Le Calvez à payer des dommages-intérêts à Disney et Pixar, estimant qu'il n'y avait pas de similitudes avérées entre les deux poissons. Disney avait déposé l'image de Némo en février 2002, le livre Pierrot le poisson clown a été publié en novembre 2002, le personnage Pierrot a été déposé en février 2003 par l'éditeur Flaven Scene,.

## Adaptations

### Parcs d'attractions
La société Disney a construit plusieurs attractions dans ses parcs à thèmes basées sur l'univers du film.
- Le The Seas with Nemo & Friends Pavilion à Epcot comprenant entre autres les attractions
  - Turtle Talk with Crush
  - The Seas with Nemo & Friends
- Finding Nemo Submarine Voyage à Disneyland en Californie
- Turtle Talk with Crush à Disney California Adventure en Californie
- Crush's Coaster au parc Walt Disney Studios en France
- Turtle Talk with Crush à Hong Kong Disneyland
- Finding Nemo - The Musical une comédie musicale à Disney's Animal Kingdom[13].

### Jeux vidéo
Plusieurs adaptations en jeu vidéo ont été réalisées.
La première adaptation développée par Traveller's Tales pour les consoles GameCube et PlayStation 2 a été éditée en 14 novembre 2003 par THQ. C'est un jeu de plate-forme pour enfant. Il reprend fidèlement la trame de l'histoire du film avec notamment de nombreux extraits du film.
Une deuxième adaptation développée par KnowWonder pour Microsoft Windows et par Vicarious Visions pour Game Boy Advance est éditée par THQ en novembre 2003. C'est un jeu d'aventure et de réflexion pour les tout-petits (3 ans et plus, d'après la classification PEGI). Nemo se fait kidnapper par un plongeur, et son père Marin se met à sa recherche avec l'aide de Dory. Le jeu se présente en une succession d'écrans fixes dans lequel le joueur doit dialoguer avec les personnages du film, ou résoudre de petits jeux, pour passer aux écrans suivants. Le joueur doit à la fois faire évoluer Marin, mais aussi Nemo. Des extraits du film servent d'intermède.
Une dernière adaptation pour la console Nintendo DS, est sortie en mars 2006.

### Adaptation manga
Une adaptation manga écrite par Ryuichi Hoshino du film du même nom est sortie au Japon en 2003 et plus tard sous licence en anglais en 2016 par Tokyopop aux États-Unis.
Archives Internet : https://archive.org/details/6-15-2024-finding-nemo-manga-by-ryuichi-hoshino-disney-rfart-419-video

## Espèces représentées
- Poisson-clown du Pacifique (Amphiprion percula) : Nemo, Marlin (Marin), Coral (Corail)
- Chirurgien bleu (Paracanthurus hepatus) : Dory (Doris)
- Zancle cornu (Zanclus cornutus), aussi nommé Idole des Maures ou Porte-enseigne cornu : Gill (Zouie)
- Chirurgien jaune (Zebrasoma flavescens) : Bubbles (Bubulles)
- Poisson-hérisson tacheté (Diodon holocanthus Linnaeus) : Bloat (Boule)
- Crevette nettoyeuse (Lysmata amboinensis) : Jacques
- Gramma royal (Gramma loreto) : Gurgle (Gargouille)
- Poisson-demoiselle : Deb, Flo
- Poisson-pincette à long bec (Forcipiger longirostris) : Titouan (Phil)
- Hippocampe doré (Hippocampus kuda) : Hippo (Bob)
- Raie léopard (Aetobatus narinari), aussi nommée Raie aigle tachetée : Monsieur Raie
- Grand requin blanc (Carcharodon carcharias) : Bruce
- Requin marteau (Sphyrna sp.) : L'Enclume
- Requin mako (Isurus oxyrinchus) : Chumy
- Baudroie des abysses : Le poisson qui attaque Marin et Dory dans les profondeurs

## Autour du film

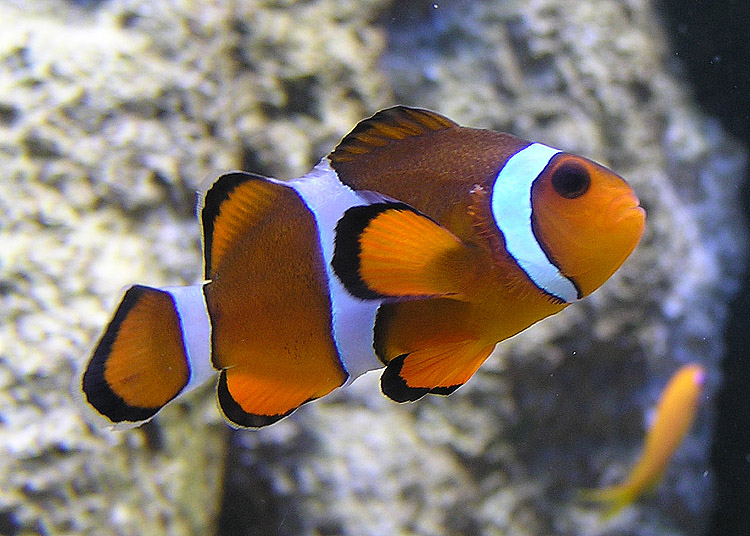
Nemo est un poisson-clown du Pacifique.

- Le film a provoqué un engouement pour les poissons-clowns en tant qu'animaux de compagnie[15],[16]. L'espèce ayant inspiré les scénaristes est le poisson-clown de Clark qui possède la capacité de vocaliser en claquant les dents.
- Le nom du requin « Bruce » n'est pas dû au hasard : c'est le surnom que donnait Steven Spielberg au requin mécanique qu'il utilisa pour tourner son fameux film Les Dents de la mer.
- On peut apercevoir tout à la fin du générique de fin, Bob Razowski, le petit monstre vert de Monstres et Cie (2001), autre production de Pixar.
- Le film est dédié à Glenn McQueen (1960-2002), superviseur chez Pixar.
- Lors de la course-poursuite avec les mouettes, on peut apercevoir un des bateaux surnommé Little Mermaid en référence à La Petite Sirène.
- Lorsque Marin arrive à l'école, on peut entendre une musique du nom de « A whale of a Tale » inspiré du film Vingt Mille Lieues sous les mers (1955) produit par Disney, inspiré de l'œuvre de Jules Verne et dont le personnage principal se nomme Nemo.
- La scène où Marin et Dory se retrouvent coincés à l'intérieur du ventre d'une baleine fait référence à un autre film Disney : Pinocchio (1940).
- Les mouettes du film ont une certaine ressemblance avec le manchot voleur issu d'un épisode de Wallace et Gromit. Les artistes de Pixar appréciant particulièrement ces deux personnages, un autre clin d'œil a été rajouté ; Wallace et Gromit habitent au 62, West Wallaby Street alors que le dentiste exerce au 42, Wallaby Street.
- Dans la salle d'attente du cabinet dentaire, un petit garçon lit la BD de M. Indestructible, héros du film d'animation Les Indestructibles alors en production.
- Lorsque Némo découvre la salle d'attente, on peut apercevoir devant le coffre à jouet, un Buzz l'Éclair référence à la saga Toy Story.
- Pendant que le plan d'évasion est présenté, une voiture passe furtivement devant le cabinet du dentiste, suivi du camion Pizza Planet présent dans Toy Story, puis dans 1 001 Pattes, Toy Story 2 et Monstres et Cie.
- La scène où Bruce tente de défoncer une porte du sous-marin en poursuivant Marin et Dory est une référence à une scène du film Shining (1980). En effet, son « C'est Brucy ! » (« Here is Brucy! » en anglais) renvoie au « Coucou, chérie ! » (« Here is Johnny! » en anglais) de Jack Nicholson alors qu'il poursuit Shelley Duvall.
- La cérémonie d'accueil pour Némo dans l'aquarium ressemble à la scène du film Indiana Jones et le Temple maudit où Indy découvre la secte de Thugs lors du sacrifice d'un esclave.
- Quand Darla ouvre la porte en la claquant, on entend la musique du film Psychose d'Alfred Hitchcock.
- Le film comporte de petits faux raccords ainsi que des incohérences[17] :
  - Lorsque deux poissons voyous s'amusent à voler la coquille du petit Bernard Lermite, celui de droite est bleu-vert avec des rayures jaunes et celui de gauche est orange-rouge avec des rayures bleues. Sur le plan large qui suit, les deux poissons ont les places inversées.
  - Lorsqu'Astrid s'exprime en restant collée à l'aquarium, les autres poissons ne comprennent pas ce qu'elle dit comme Boule le lui fait remarquer. Peu après, quand les poissons regardent l'opération dentaire, Astrid se fait comprendre alors qu'elle s'est totalement recollée au bocal.
  - Lorsque les poissons de l'aquarium tentent de sauver Nemo (aspiré par l'hélice dans le tuyau) en lui envoyant une algue, ils n'ont plus assez de mou. À partir du moment où Nemo attrape la tige de l'algue avec ses mâchoires, le changement de plan montre qu'il reste largement de mou d'algue alors que les autres poissons n'ont pas encore commencé à tirer.
  - Lorsque Marin aperçoit Dory sans connaissance sur une carapace de tortue, le poisson bleu a une blessure sur son flanc droit. Plus tard, quand Marin et Dory se retrouvent dans la baleine, la blessure de Dory n'apparaît plus.
  - Dans la scène de clôture du film, les poissons du dentiste s'échappent en tombant dans la mer, chacun d'eux enfermé dans un sachet d'eau. Or il est parfaitement impossible qu'un sachet rempli d'eau sans air puisse flotter sur de l'eau. Par conséquent, les sachets sont censés couler directement.
  - Lorsque le dentiste attrape Nemo, il utilise un sac à fermeture qui devient après un sac en plastique.
  - Dans la vraie vie, les barracudas ne mangent pas d’œufs.
  - Le moyen utilisé par la baleine pour évacuer Marin et Dory de sa bouche en passant par l’évent est incompatible avec l’anatomie des baleines. Chez les vrais cétacés, il n’y a pas de connexions entre les systèmes digestifs et respiratoires.

## Suite
Le 2 avril 2013, Pixar et Disney annoncent que la suite du film sera un spin-off centré sur le personnage de Dory intitulé Le Monde de Dory (Finding Dory) avec une sortie prévue le 22 juin 2016,,.